# Ophryocotyle proteus
Ophryocotyle proteus is een lintworm (Platyhelminthes; Cestoda). De worm is tweeslachtig. De soort leeft als parasiet in andere dieren.
Het geslacht Ophryocotyle, waarin de lintworm wordt geplaatst, wordt tot de familie Davaineidae gerekend. De wetenschappelijke naam van de soort werd voor het eerst geldig gepubliceerd in 1870 door Friis.